# Апоензим
Неки ензими могу да буду сами по себи активни, тј. није им ништа потребно, већ су сами у активном облику. Међутим неким ензимима су потребни додатни молекулу који или активирају ензим или побољшају постојећу активност ензима. Ти додатни молекули се називају Кофактори, могу бити органског или неорганског порекла.
Ензими којима су Кофактори потребни, а немају их, називају се апоензими. Ензими који су повезани са својим Кофакторима се називају холоензими.
За детаљнију улогу ензима у организму и како функционишу, погледати чланак Ензим.